# Robert Degos

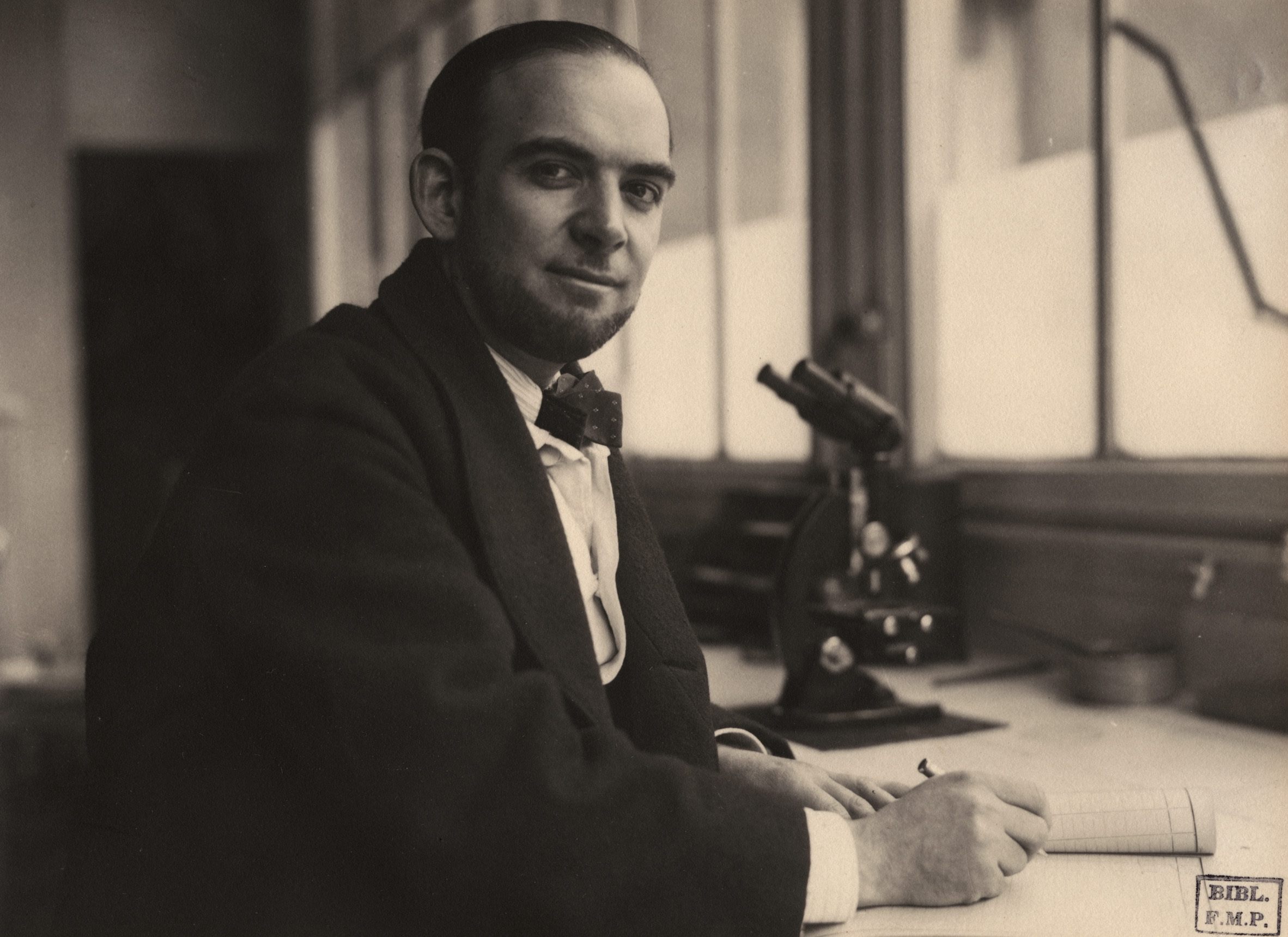
Robert Degos

Robert Degos (* 8. November 1904 in Mugron; † 3. Mai 1987 in Paris) war ein französischer Dermatologe.
1927 begann er seine Facharztausbildung in Paris und war zunächst am Hôpital Broca und ab 1931 am Hopital Saint-Louis, wo er sich unter Gaston Milian und Henri Gougerot der Dermatologie zuwandte. 1951 wurde er dort Leiter der Dermatologie.
Im Jahr 1964 wurde er zum Mitglied der Leopoldina gewählt.
Verschiedene Hautkrankheiten sind nach ihm benannt (Degos-Syndrom, Erythrokeratoderma en cocardes Degos, Dowling-Degos-Krankheit). Er schrieb ein französisches Standardwerk zur Dermatologie.
Er ist der Vater von Laurent Degos.

## Schriften
- Dermatologie, Flammarion 1953